# Aktiva
Aktiva predstavlja u bilanci protustavku pasivi i prikazuje imovinu društva. Sastoji se od dvije temeljne grupe imovnih česti:
- osnovna sredstva (zgrade, strojevi, zemljišta ali i financijska ulaganja trajnog karaktera kao investicije ili kupljeni udjeli u drugim tvrtkama.) Uz to, u osnovna sredstva se ubrajaju i neka nematerijalna prava koja su kupljena, kao što su licence, patenti ali i na tržištu dokazane marke ili neke specifične sposobnosti ili znanja koja posjeduje poduzeće.
- obrtna sredstva (gotovina, potraživanja, sirovine, poluproizvodi, gotova roba)

Vidi i:
- Bilanca
- Pasiva